# 射手影音播放器
射手影音播放器是一款自由及開放原始碼的多媒體播放器，基建於MPC HC，以GNU通用公共许可证發佈，與大部分開源媒體播放器一樣采用FFmpeg解/編碼技術。運行于 Windows 的稱為 SPlayer，而運行于 Mac OS X 的則稱為 SplayerX（改建于MPlayerX）。

## 歷史
射手网创始人沈晟（英文名Tomasen），因不滿暴風影音越來越多的廣告插件和中國大陸魚龍混雜的媒體播放器市場，在2008年末，啟動了一個華人播放器開源專案。
目前無論Windows版的亦或是mac版，官方最新二進位編譯版本均為2010年前發表的，而原始碼也甚少更新，不過直到 Windows 10/macOS 10.13，SPlayer/SPlayerX仍能執行，但一些開發歷史遺留的Bug仍舊未除去。最初原始碼是託管於Bitbucket上（包括SPlayerX的），後來官方社群也復刻了一份Windows版SPlayer的原始碼於GitHub上。
實際上，早在2014年射手網字幕站關閉以後，該播放器久未更新的原因也浮出水面，疑似是專案社區負責人沈晟決意轉投於當年的中國大陸手機遊戲產業，其原因一來是電影公司對著作權灰色地帶的法律圍剿，加上影片發行權資源逐步被大型影片資訊站吞噬，令影片分享及連帶的影片字幕分享社群生存空間不再，而專門的本機媒體播放器也無法滿足線上影片串流播放的需求。

## 功能
- 支援多數影片編碼格式的解碼硬體加速，如AVC/H.264、MPEG4、Xvid等。目前正等待實現HEVC/H.265、VP9的回放能力。
- 定制播放程式外觀
- 智能字幕：通過字幕搜索匹配組件和射手網豐富的字幕資源，根據影片自動搜索與影片最為匹配的字幕。而實測也可以自行添加字幕源抓取線上字幕資源，這使得在射手網關閉了線上字幕搜尋服務以後仍能在其它字幕資源站搜尋匹配字幕檔案。[9]

## 法律問題
曾經有段時間SPlayer沒有完全遵守FFmpeg的GPL協定而引起爭議，爭議點在於射手播放器社區對FFmpeg進行了修改，但沒有公開這部分修改的源碼，僅以二進位執行檔的形式連同SPlayer的源碼公佈。不過後來隨著射手播放器社區將修改過的FFmpeg原始碼公開而完結。

## 外部連結
- 官方網站 （页面存档备份，存于）
- 射手影音播放器SPlayer專案 （页面存档备份，存于）
- 射手影音播放器SplayerX專案 （页面存档备份，存于）